# Irina Barónova
Irina Mikhàilovna Barónova FRAD (rus: Ири́на Миха́йловна Баро́нова; Sant Petersburg, 13 de març de 1919 – Byron Bay, 28 de juny de 2008) fou una ballarina i actriu russa, una de les Baby Ballerinas del Ballet Rus de Monte Carlo. Va ser descoberta per George Balanchine a París en la dècada de 1930. Va protagonitzar funcions de Léonide Massine com Le Beau Danube (1924), Jeux d'enfants (1932), i Les Présages (1933); i amb Bronislava Nijinska Les Cent Baisers (1935).